# Období Taišó

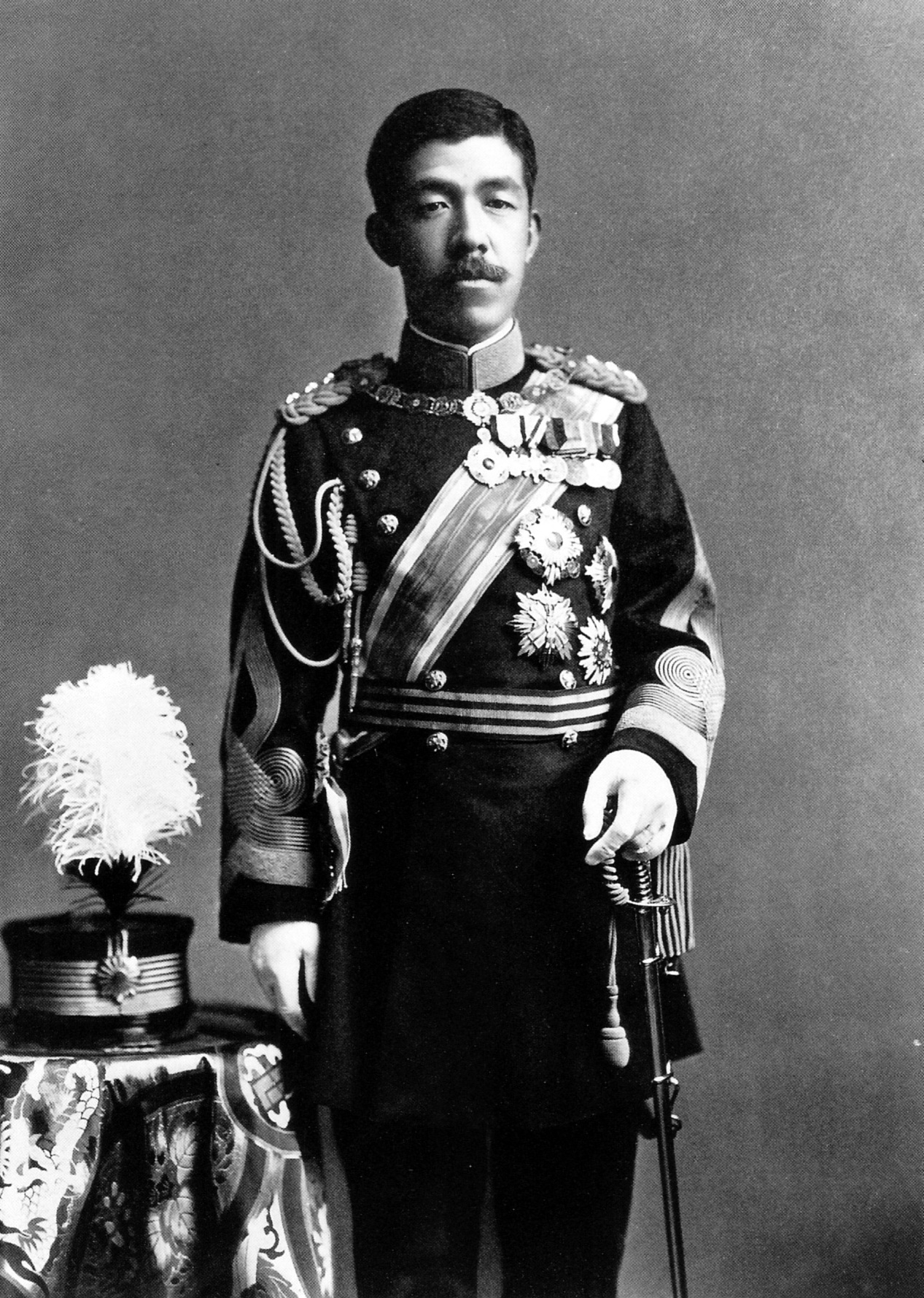
Císař éry Taišó

Období Taišó (japonsky: 大正時代, Taišó-džidai) bylo historické období v dějinách Japonska mezi 30. červencem 1912 a 25. prosincem 1926. Během tohoto období stál v čele Japonského císařství císař éry Taišó (vlastním jménem Jošihito). Rok 1912 byl původně 45. rokem éry Meidži, ale po smrti císaře éry Meidži byl prohlášen 1. rokem éry Taišó. Obdobně rok 1926 byl původně 15. rokem éry Taišó, ale po smrti císaře byl prohlášen 1. rokem následující éry Šówa.
Během předchozího období Meidži došlo k mnoha reformám ve státní správě, ale i ke změnám ve společnosti. Tyto změny pokračovaly i nadále. Charakteristický byl prudký technický pokrok a modernizace institucí.
Ke konci tohoto období se začala Japonského císařství dotýkat poválečná hospodářská krize.

## Zahraniční politika
Během období Meidži Japonsko mocensky i hospodářsky sílilo. V čínsko-japonské válce (1894–1895) donutilo ke kapitulaci Čínu a získalo Tchaj-wan, Pescadorské ostrovy a poloostrov Liatung na jihu Mandžuska. Čína také musela uznat nezávislost Koreje, což byl první krok k tomu, aby toto území získalo Japonsko pod svůj vliv.
Svoje zájmy v Mandžusku a Koreji ale mělo i Rusko. Přesvědčilo Německo s Francií, aby společně demonstrovaly sílu a přinutily Japonsko vzdát se některých územních nároků. Japonsku tak zůstal pouze Tchaj-wan a Pescadorské ostrovy.
V lednu 1902 uzavřelo Japonsko, v oblasti východní Asie nejsilnější stát, významnou spojeneckou smlouvu s Velkou Británií, která byla největší imperiální velmocí. Velká Británie se tak pokusila omezit vliv Ruska.

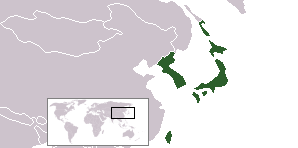
Japonské císařství v letech 1910 - 1931

Spory mezi Ruskem a Japonskem vyvrcholily 10. února 1904 vyhlášením války Rusku. Po 19 měsících bojů byly obě země úplně vyčerpané. Z iniciativy amerického prezidenta Roosevelta byla 5. září 1905 podepsána Portsmouthská mírová smlouva, kterou Japonci získali jižní část ostrova Sachalin, pronájem poloostrova Liao-tung a mocenský vliv v Koreji.
Korea byla vyhlášena v listopadu 1905 za japonský protektorát a v srpnu 1910 byla Japonskem anektována.
23. srpna 1914 vyhlásilo Japonsko, jako spojenec Velké Británie, válku Německu. V ní získalo německé koloniální území ve východní Asii a Tichomoří. V roce 1919 zasedalo na Versailleské konferenci jako jedna z pěti vítězných mocností. Japonsku bylo také přiděleno křeslo v radě Společnosti národů. Svojí skromnou účastí v první světové válce si Japonsko zvýšilo mezinárodní pozici v Asii a Tichomoří.

## Vnitřní politika
Na začátku období Taišó došlo k politické krizi, která je nazývána Politická krize Taišó. V letech 1905 – 1912 docházelo ke střídání Taró Kacury a Kinmoči Saiondžiho v křesle předsedy vlády. Oba byli podporováni jedinou silnou politickou stranou v Japonsku, stranou Seijúkai. V roce 1911 byl předsedou vlády Kinmoči Saiondži, který se pokusil snížit rozpočet vlády. Naopak vojenští ministři chtěli navýšení výdajů, proto podali demisi a vláda padla.

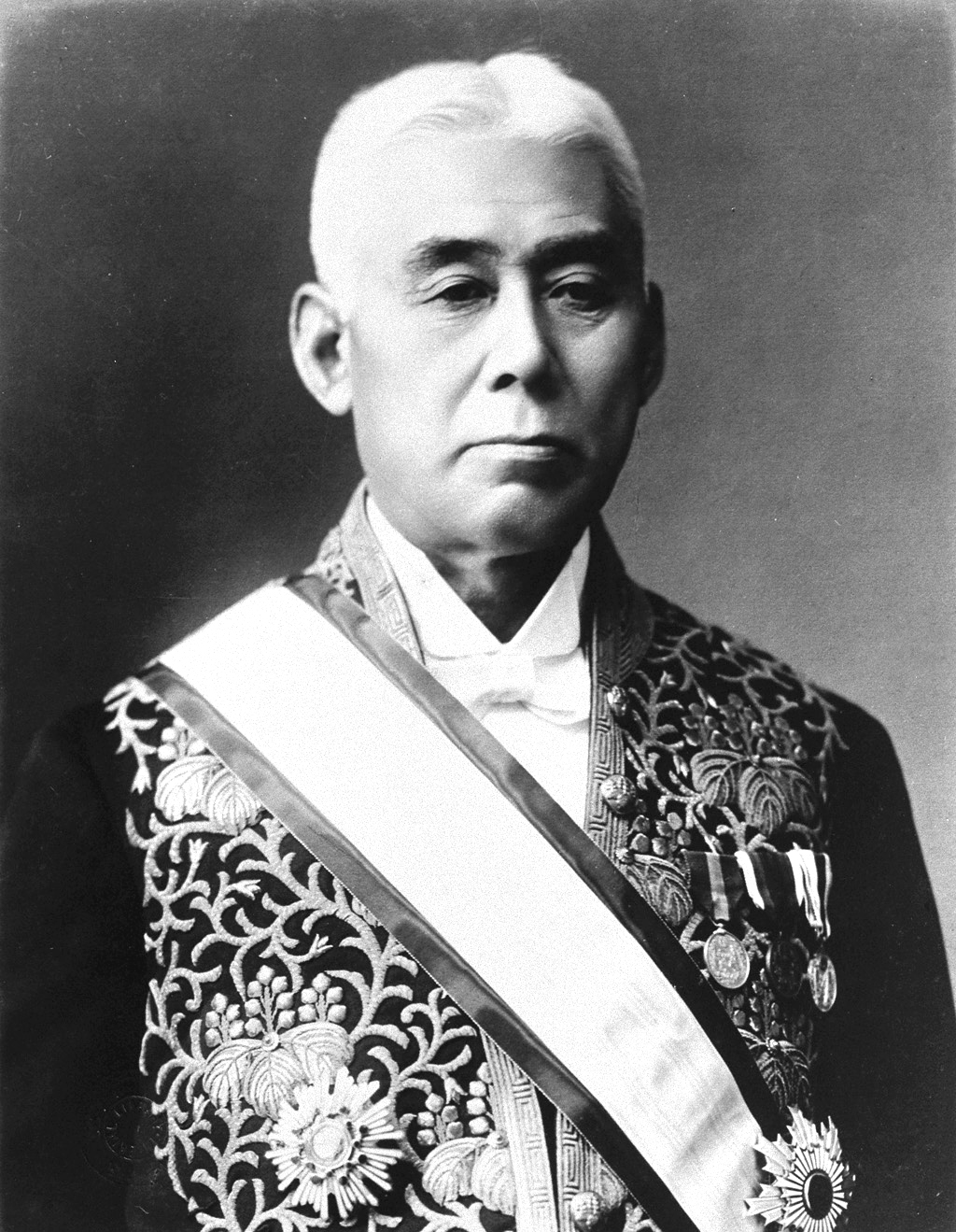
Takaši Hara

Po odmítnutí křesla předsedy vlády několika osobami se stal předsedou Taró Kacura. Ten také nechtěl armádě vyhovět a byl zanedlouho donucen také podat demisi. Jeho nástupce v křesle předsedy vlády admirál Jamamoto omezil vliv armády na vládu umožněním přístupu penzionovaným důstojníkům k vysokým vojenským funkcím.
Politická krize Taišó vedla ke vzniku opoziční strany Dóšikai, přejmenované v roce 1916 na Kensekai. Po odstoupení Jamamota vyhrála v roce 1915 Dóšikai volby. V těchto volbách byla proběhla poprvé v Japonsku moderní politická kampaň.
Po další výměně v křesle předsedy vlády se v roce 1918 dostal na tento post Takaši Hara. Ten začal řadu reforem. Posílil autonomii obcí, propagoval výstavbu škol, dopravní infrastruktury. V roce 1921 na něj provedl fanatický ultranacionalista atentát. Po jeho smrti se opět vystřídalo několik kabinetů. Nejvýznamnější byla vláda Kómeie Katóa mezi roky 1924 – 1926. Úspěchem jeho vlády bylo v roce 1925 schválení všeobecného hlasovacího práva pro muže, obnovení diplomatických vztahů se Sovětským svazem a snížení počtu příslušníků šlechty v Horní sněmovně a zvýšení počtu členů jmenovaných přímo císařem z řad významných osobností. Omezil tak částečně její vliv. V této době došlo k poklesu výdajů na armádu, ale i zavedení povinného vojenského výcviku pro mládež.
Po Katóově smrti v roce 1926 docházelo v letech 1927 – 1932 k vzájemnému osočování obou hlavních politických stran, Seijúkai a Kensekai (přejmenované v roce 1927 na Minseitó), a opětné výměně několika vlád. Spory vedly ke zvyšování vlivu vojenských kruhů na politiku a chod státu.

## Hospodářství

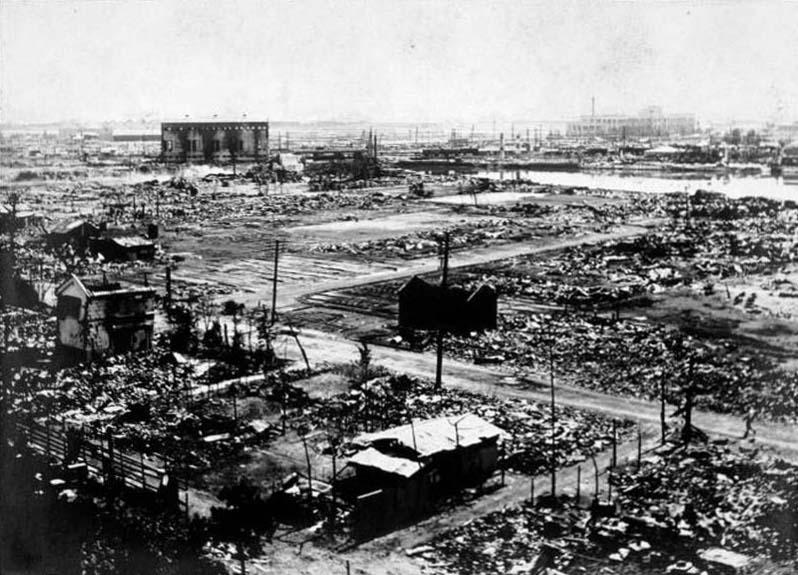
Jokohama po velkém Kantónském zemětřesení 1923

V roce 1905 začala hospodářská konjunktura, která trvala až do roku 1913. Způsobila ji domácí i zahraniční poptávka po bavlně, jízdních kolech a dalších výrobcích lehkého průmyslu. Velký vliv měly také výdaje vlády do průmyslových odvětví a na armádu. Vládní výdaje byly tak velké, že v roce 1911 hrozila Japonsku vážná finanční krize. Ta byla zažehnána vypuknutím první světové války.
V letech 1915 až 1920 nastal další hospodářský růst vlivem objednávek válečného materiálu ze strany spojenců vzrůstem asijské poptávky po japonském zboží. V roce 1920 se však hospodářství v Japonsku zhroutilo. Oživení přineslo zemětřesení v roce 1923, které vedlo k rozmachu stavebnictví.